# La Petite-Boissière
La Petite-Boissière är en kommun i departementet Deux-Sèvres i regionen Nouvelle-Aquitaine i västra Frankrike. Kommunen ligger i kantonen Mauléon som tillhör arrondissementet Bressuire. År 2022 hade La Petite-Boissière 625 invånare.

## Befolkningsutveckling
Antalet invånare i kommunen La Petite-Boissière
| Referens: INSEE |